# Campionato Catarinense 2021 (pallavolo maschile)
Il Campionato Catarinense 2021 si è svolto dal 2 al 21 ottobre 2021: al torneo hanno partecipato cinque squadre di club brasiliane provenienti dallo stato di Santa Catarina e la vittoria finale è andata per la quinta volta consecutiva all'APAN.

## Regolamento

### Formula
La competizione prevede un turno preliminare in cui le squadre si sfidano in un girone all'italiana, divise in due gironi, dai quali le prime due classificate accedono alla fase finale, dove danno vita a semifinali, finale per il terzo posto e finale, con incroci basati sul piazzamento al turno preliminare.

### Criteri di classifica
Se il risultato finale è stato di 3-0, 3-1 o 3-2 sono stati assegnati 2 punti alla squadra vincente e 1 a quella sconfitta. L'ordine del posizionamento in classifica è stato definito in base a:
- Punti;
- Numero di partite vinte;
- Ratio dei set vinti/persi;
- Ratio dei punti realizzati/subiti.

## Squadre partecipanti
| Club        | Stagione | Città    | Impianto                   | Stagione precedente |
| ----------- | -------- | -------- | -------------------------- | ------------------- |
| APAN        | dettagli | Blumenau | Ginásio Sebastião Cruz     | -                   |
| APROV       | -        | Chapecó  | ?                          | -                   |
| Itajaí      | -        | Itajaí   | ?                          | -                   |
| Timbó       | -        | Timbó    | Associação Atlética Metisa | -                   |
| Terra Firme | -        | São José | ?                          | -                   |

## Torneo

### Regular season

#### Girone A

##### Risultati
| Prima giornata |                     |     |                            |
|                |                     |     |                            |
| 02-10          | Terra Firme - APROV | 1-3 | 29-27, 17-25, 17-25, 14-25 |

| Seconda giornata |                |     |                            |
|                  |                |     |                            |
| 02-10            | APROV - Itajaí | 3-1 | 26-24, 25-19, 23-25, 25-16 |

| Terza giornata |                      |     |                                   |
|                |                      |     |                                   |
| 03-10          | Terra Firme - Itajaí | 3-2 | 25-19, 23-25, 25-21, 15-25, 19-17 |

#### Classifica
| Pos. | Squadra     | Pt | G | V | P | SV | SP | Ratio | PF  | PS  | Ratio |
| ---- | ----------- | -- | - | - | - | -- | -- | ----- | --- | --- | ----- |
| 1.   | APROV       | 4  | 2 | 2 | 0 | 6  | 2  | 3,000 | 201 | 161 | 1,248 |
| 2.   | Terra Firme | 3  | 2 | 1 | 1 | 4  | 5  | 0,800 | 184 | 209 | 0,880 |
| 3.   | Itajaí      | 2  | 2 | 0 | 2 | 3  | 6  | 0,500 | 191 | 206 | 0,927 |

      Qualificata ai play-off.

#### Girone B

##### Risultati
| Prima giornata |              |     |                                   |
|                |              |     |                                   |
| 03-10          | Timbó - APAN | 2-3 | 25-19, 25-23, 19-25, 14-25, 21-23 |

| Seconda giornata |              |     |                     |
|                  |              |     |                     |
| 04-10            | Timbó - APAN | 0-3 | 15-25, 15-25, 20-25 |

#### Classifica
| Pos. | Squadra | Pt | G | V | P | SV | SP | Ratio | PF  | PS  | Ratio |
| ---- | ------- | -- | - | - | - | -- | -- | ----- | --- | --- | ----- |
| 1.   | APAN    | 4  | 2 | 2 | 0 | 6  | 2  | 3,000 | 190 | 154 | 1,233 |
| 2.   | Timbó   | 2  | 2 | 0 | 2 | 2  | 6  | 0,333 | 154 | 190 | 0,810 |

      Qualificata ai play-off.

### Play-off
|  | Semifinali  | Semifinali  | Semifinali |       |      | Finale          | Finale          | Finale          |  |
|  |             |             |            |       |      |                 |                 |                 |  |
|  | Timbó       | Timbó       | 3          |       |      |                 |                 |                 |  |
|  | Timbó       | Timbó       | 3          |       |      |                 |                 |                 |  |
|  | APROV       | APROV       | 0          |       |      |                 |                 |                 |  |
|  | APROV       | APROV       | 0          |       | APAN | APAN            | 3               |                 |  |
|  |             |             |            |       | APAN | APAN            | 3               |                 |  |
|  |             |             | APROV      | APROV | 0    |                 |                 |                 |  |
|  | APAN        | APAN        | APROV      | APROV | 0    | 3               |                 |                 |  |
|  | APAN        | APAN        |            |       |      | 3               |                 |                 |  |
|  | Terra Firme | Terra Firme | 0          |       |      | Finale 3º posto | Finale 3º posto | Finale 3º posto |  |
|  | Terra Firme | Terra Firme | 0          |       |      |                 |                 |                 |  |
|  |             |             |            |       |      |                 |                 |                 |  |
|  |             |             |            |       |      | Timbó           | Timbó           | 3               |  |
|  |             |             |            |       |      | Timbó           | Timbó           | 3               |  |
|  |             |             |            |       |      | Terra Firme     | Terra Firme     | 0               |  |

#### Semifinali
| Gara unica |                    |     |                     |
|            |                    |     |                     |
| 20-10      | Timbó - APROV      | 0-3 | 24-26, 17-25, 15-25 |
| 20-10      | APAN - Terra Firme | 3-0 | 25-12, 25-9, 25-16  |

#### Finale 3º posto
| Gara unica |                     |     |                     |
|            |                     |     |                     |
| 21-10      | Timbó - Terra Firme | 3-0 | 25-11, 25-14, 25-23 |

#### Finale
| Gara unica |              |     |                     |
|            |              |     |                     |
| 21-10      | APAN - APROV | 3-0 | 25-19, 25-14, 25-16 |

## Classifica finale
| Pos | Squadra     |
| --- | ----------- |
|     | APAN        |
| 2   | APROV       |
| 3   | Timbó       |
| 4   | Terra Firme |
| 5   | Itajaí      |